# Giovanni Andrea Carga
Giovanni Andrea Carga, O.P. (11. listopadu 1560 Benátky – 2. října 1617 Syros) byl italský římskokatolický duchovní, dominikán, biskup Syros-Milos a mučedník.

## Život
Narodil se 11. listopadu 1560 v Benátkách do rodiny původem ze San Daniele del Friuli.
V osmnácti letech se rozhodl vstoupit do Řádu bratří kazatelů. Po studiu teologie byl v Benátkách vysvěcen na kněze a stal se misionářem v Konstantinopoli. Dne 13. července 1607 byl papežem Pavlem V. jmenován biskupem syroským a miloským v Řecku. Věnoval se apoštolátu, který zasáhl mnoho lidí. V této době probíhaly spory mezi Benátskou republikou a Osmanskou říší. Roku 1617 vedly složité vztahy mezi katolíky a Turky k tragickým událostem a odvetě ze strany Turků. Biskup Carga odmítl prozradit útočiště ostrovanů a byl uvězněn. Bylo mu nabídnuto vzdát se své víry za svobodu, což odmítl a 2. října byl oběšen na stěžni galeje.

## Proces svatořečení
Proces svatořečení byl zahájen v diecézi Syros již roku 1624. Náleží mu titul Služebník Boží.